# Augusto Meyer

Augusto Meyer 1961

Augusto Meyer (* 24. Januar 1902 in Porto Alegre, Brasilien; † 10. Juli 1970 in Rio de Janeiro, Brasilien) war ein brasilianischer Schriftsteller deutscher Abstammung. Er war Journalist, Lyriker, Essayist, Übersetzer, Hochschullehrer, Attaché, Literaturfunktionär.

## Leben und Wirken
Augusto Meyer wurde als Sohn deutscher Einwanderer in Brasilien, August Richard Meyer und Rosa Meyer, in Porto Alegre geboren. Mit siebzehn Jahren veröffentlicht er erstmals in einem Magazin eine literarische Arbeit, eine Erzählung. Er studierte in Porto Alegre Philologie und Literaturwissenschaften. Die ersten Gedichte erschienen in Zeitungen wie dem Diario de Noticias oder dem Correio do Povo, beides regionale Zeitungen des Bundesstaates Rio Grande do  Sul.
1920 folgte die Veröffentlichung seines ersten Buches, des Gedichtbandes A ilusão querida. 1926 war er Mitbegründer der Zeitschrift Madrugada. Von 1930 bis 1936 war er Direktor der Landesbibliothek von Rio Grande do Sul. 1937 folgte der Umzug nach Rio de Janeiro. Dort war er Gründer und erste Direktor des nationalen Buchinstituts von Brasilien, INL (Instituto nacional do Livro). Er leitete es von 1938 bis 1956 und von 1961 bis 1967. Er war Präsident des brasilianischen Bibliothekenverbandes von 1952 bis 1953, ebenso in Rio de Janeiro ansässig.
1955 war er Gastprofessor für brasilianische Studien und Literatur (Brasilianistik) an der Universität von Hamburg. Als Professor für Literaturtheorie war an der Bundesuniversität in Rio de Janeiro 1952 und von 1965 bis 1967 tätig.
Weitere Tätigkeiten Meyers waren die des Übersetzers, als Literaturkritiker unter dem Pseudonym Guido Leal sowie als Kulturattache der brasilianischen Botschaft in Madrid.
Augusto Meyer starb im Alter von 68 Jahren in Rio de Janeiro, am 10. Juli 1970.
Der bekannte brasilianische Maler Candido Portinari hatte ihn auf einem Bild porträtiert.

## Auszeichnungen
- 1947 Premio Felipe de Oliveira
- 1950 Premio Machado de Assis